# Cyanopterus triaspis
Cyanopterus triaspis är en stekelart som först beskrevs av Marshall 1897.  Cyanopterus triaspis ingår i släktet Cyanopterus och familjen bracksteklar. Inga underarter finns listade i Catalogue of Life.